# Lengua fisurada
La lengua fisurada, también denominada plicata o escrotal, es una lesión que se caracteriza por presentar fisuras, que varían en tamaño y profundidad, y que pueden ser únicas o múltiples en el dorso de la lengua. También pueden ser hereditarias.

## Etiología
Esta alteración puede ser congénita, aunque puede manifestarse en cualquier etapa de la vida y exacerbarse con la edad.

## Cuadro clínico

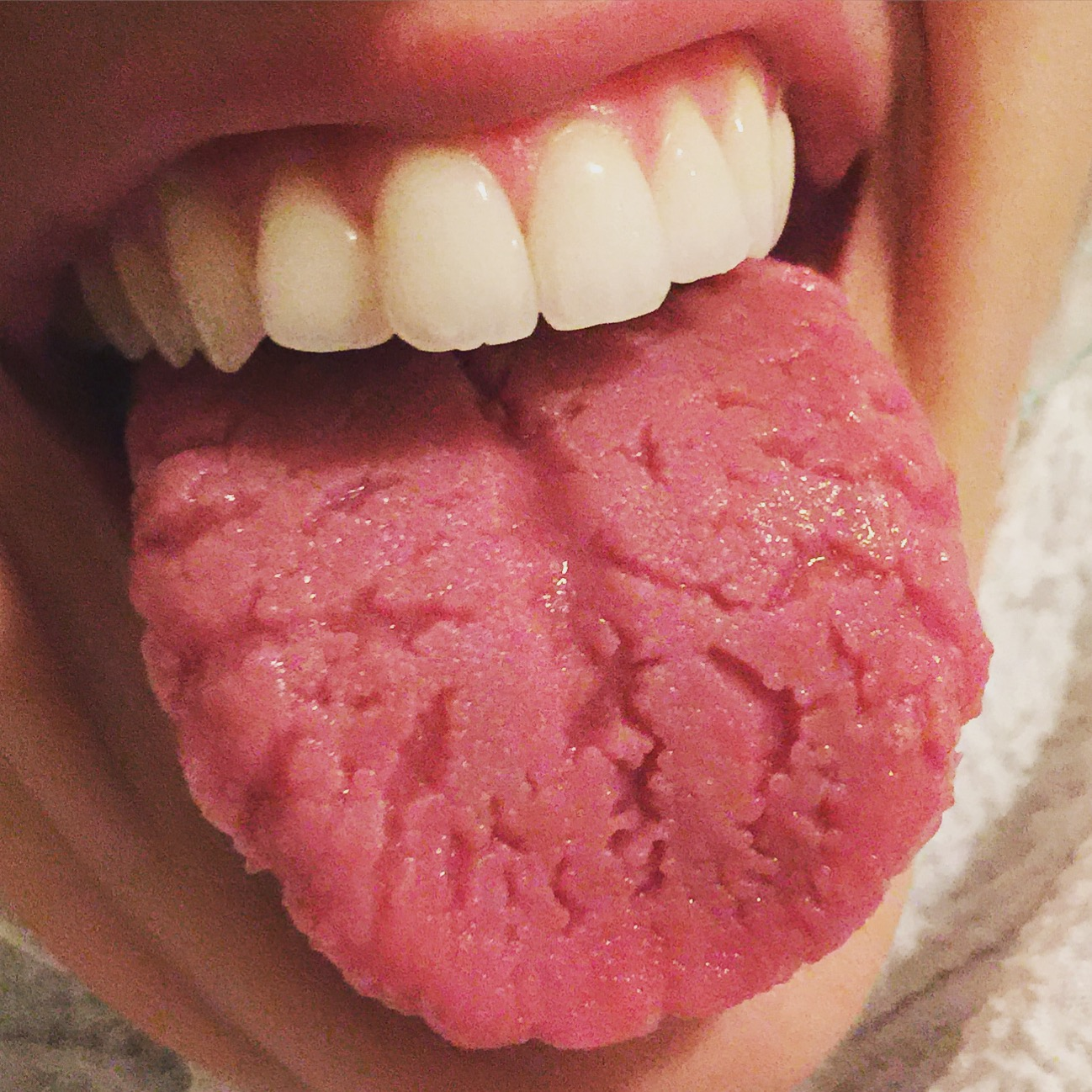
ejemplo de lengua fisurada

Las lesiones generalmente son asintomáticas, aunque puede suceder que se inflame la lengua y se sienta dolor cuando las fisuras son profundas. Además, una mala higiene de la lengua puede ocasionar halitosis e inflamación de los tejidos, debido a la acumulación de restos de alimentos en las fisuras.

## Tratamiento
No se requiere ningún tratamiento con medicamentos, lo único recomendable, y en especial para los casos de fisuras profundas, es realizar un cepillado o limpieza de lengua profunda para eliminar los restos acumulados en su interior.
El tratamiento consiste en evitar complicaciones, entre ellas las infecciones (hongos por lo general) y halitosis, además de llevar una dieta libre de irritantes, una correcta higiene de la cavidad bucal, y evitar bebidas alcohólicas y tabaco.
Solo en casos de dolor agudo en la lengua al ingerir alimentos, puede indicarse algún anestésico tópico sobre la superficie lingual, como la lidocaína y benzocaína o infiltraciones de esteroides intralesional.